# 愛迪生留聲娃娃

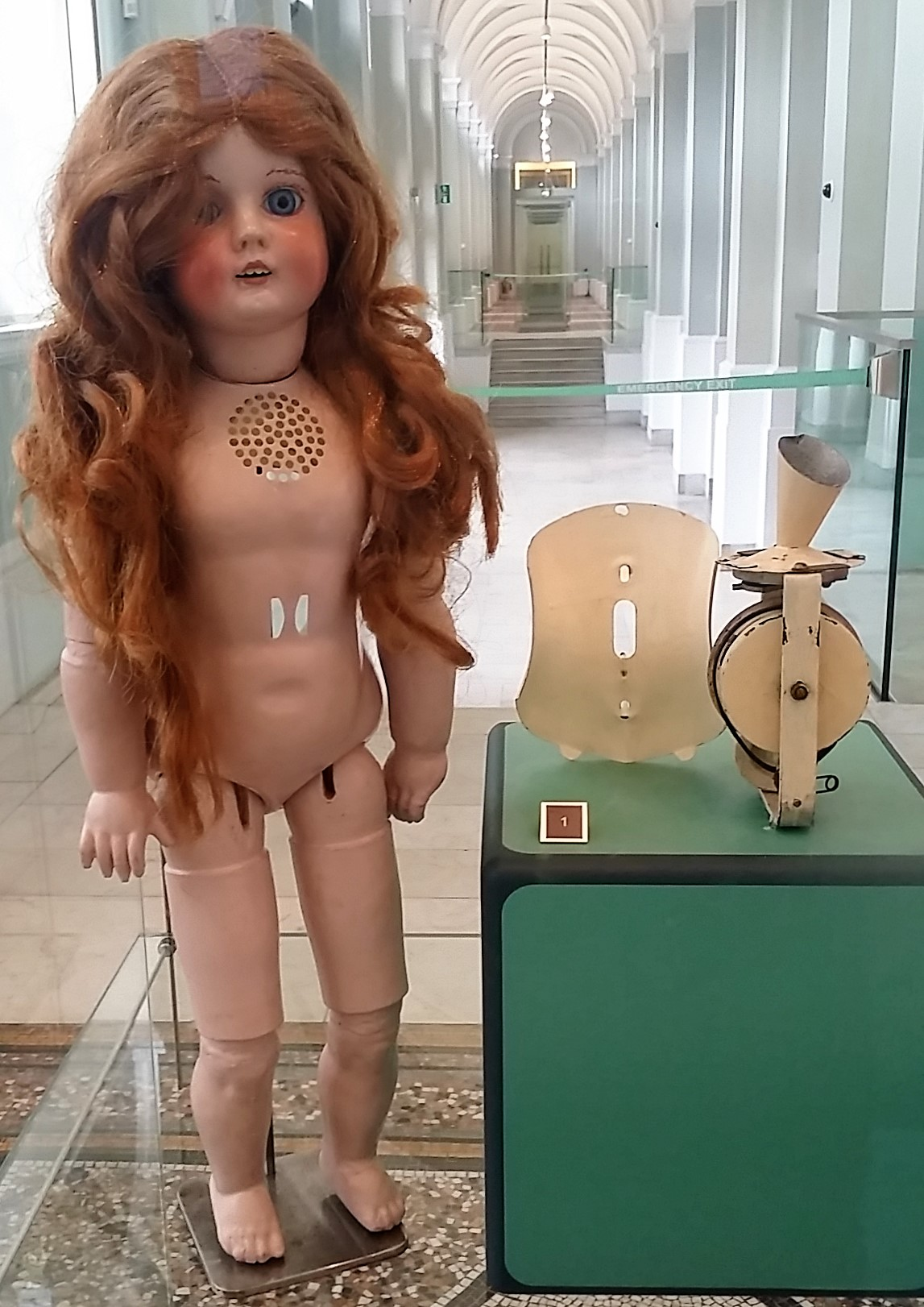
爱迪生留声娃娃，约1890年

爱迪生留声娃娃是由爱迪生留声机玩具制造公司于1890年推出的洋娃娃玩具，最初由托马斯·爱迪生发明。它内含微型可移动留声机，能够演奏童谣。尽管该玩具花了几年时间进行实验和开发，但在1890年仅上市数周后就被撤出市场。

## 争议
该玩具用来记录声音的环形蜡磨损迅速，容易开裂和翘曲，声音极易失真。此外，许多儿童以及一些成年人发现它的声音很可怕。

## 另请参阅
- 爱迪生洋娃娃的声音 （页面存档备份，存于）
- 托马斯·爱迪生
- 留聲機

## 聲音
- Twinkle, twinkle little star (1888)
- Hickory Dickory (1889)
- Twinkle, twinkle little star (1890)
- Thr ws  lttl grl (1890)
- Twinkle, twinkle little star (1891)
- Little Jack Horner (1890)
- Now I lay me down to sleep (1890)
- Jack and Jill (1890)